# Объединённый сборный пункт иностранных полков
Объединённый сборный пункт иностранных полков (фр. Dépôt Commun des Régiments Etrangers, сокращённо DCRE) — административное подразделение в составе Французского Иностранного легиона, существовавшее в 1933—1949 годах и отвечавшее за обучение личного состава. Сборный пункт был образован в городе Сиди-Бель-Аббес (Французский Алжир) в 1933 году. Его роль сводилась к снабжению новобранцев Легиона всем необходимым снаряжением (включая униформу и оружие), проведению начальной военной подготовки и распределению бойцов по полкам Легиона. Сборный пункт также занимался лечением раненых бойцов и решал вопросы увольнявшихся из Легиона. Расформирован в 1949 году, его обязанностями по подготовке бойцов ныне занимается 1-й иностранный полк.

## История

### Образование
В феврале 1867 года был издан приказ, в соответствие которым проведение начальной военной подготовки новобранцев Иностранного легиона должно было осуществляться в городе Сиди-Бель-Аббес (нынешний Алжир). Однако официально сборный пункт, где проводились подготовка, был образован в городе только 1 октября 1933 года — так появился Объединённый сборный пункт иностранных полков (фр. Dépôt Commun des Régiments Etrangers, сокращённо DCRE). Первым начальником пункта стал подполковник Альбер Азан. В состав пункта вошли учебный батальон, насчитывавший шесть рот, батальон временного расквартирования из четырёх рот и четыре сборных пункта в Алжире и континентальной Франции. В ноябре 1933 года в составе Объединённого сборного пункта появились рота обучения инженеров и связистов.
Объединённый сборный пункт отвечал за расквартирование всех новобранцев, успешно прошедших отбор в Иностранный легион (все они направлялись в Сиди-Бель-Аббес из Марселя), и за увольнение лиц, решивших покинуть ряды Иностранного легиона. Также в сферу его ответственности входили за поддержка боевого духа Легиона, социальное обеспечение всех солдат, формирование новых подразделений и прибытие подкреплений. Также пункт играл роль хранителя традиций и управлял Залом почёта Легиона. Долгое время Объединённый сборный пункт отвечал формально за распределение новобранцев только по пехотным полкам, поскольку попавшие в 1-й кавалерийский полк новобранцы отправлялись из Марселя не в Сиди-Бель-Аббес, а сразу в расположение полка. Только с 1 января 1939 года учебный эскадрон 1-го кавалерийского полка, нёсшего службу в Тунисе, был передан в ведение Объединённого сборного пункта.

### Вторая мировая война
В сентябре 1939 года в Форт-де-Вансья, к северу от Лиона, был образован Сборный пункт Иностранного легиона в метрополии (фр. Dépôt métropolitain de la Légion étrangère), который отвечал за приём всех добровольцев, желавших сражаться против Германии и её союзников. Пункт отвечал за подготовку новобранцев 11-го и 12-го иностранных пехотных полков. Начальником этого пункта был полковник Деба (фр. Debas), и пункт подчинялся Объединённому сборному пункту в Сиди-Бель-Аббес.
15 января 1940 года в Тунисе была сформирована Группа дивизионной разведки (фр. groupement de reconnaissance divisionnaire — GRDI 97) численностью 650 человек, в которую вошли эскадрон 1-го иностранного кавалерийского полка, части 2-го иностранного кавалерийского полка из Марокко и 360 легионеров из Объединённого сборного пункта под командованием полковника Жирара. В феврале в Сиди-Бель-Аббес был сформирован маршевый батальон из бойцов 1-го иностранного пехотного полка и Объединённого сборного пункта, который вместе с батальоном из Марокко позже слился в 13-ю полубригаду Легиона.
С 1 апреля 1942 года Объединённый сборный пункт стал отдельным от 1-го иностранного пехотного полка. Начальником сборного пункта назначался самый старший из полковников Легиона; на него возлагались обязанности хранителя традиций и координатора работы всех служб Легиона. Для ведения боевых действий против Японии в 1945 году в Алжире был образован ещё один маршевый полк, которым командовали подполковник Пюви де Шаванн и полковник Фуре. В январе 1946 года маршевый полк был преобразован во 2-й иностранный пехотный полк.

### Послевоенные годы
В апреле 1947 года Информационная служба Объединённого сборного пункта (начальник — капитан Гейзенс) представила первый выпуск журнала Képi Blanc тиражом 15 тысяч экземпляров, который распространялся на пяти континентах. В том же году команда Объединённого сборного пункта выиграла чемпионат Франции по футболу среди военных команд. С 1947 года, в связи с Индокитайской войной и большим притоком добровольцев их подготовку осуществляли уже сами полки, поскольку Объединённый сборный пункт уже с этим не справлялся. В октябре 1948 года из личного состава сборного пункта были созданы рота командования и 1-я рота 2-го иностранного парашютного батальона, который с декабря 1955 года был преобразован во 2-й иностранный парашютный полк.
30 марта 1949 года Объединённый сборный пункт иностранных полков был окончательно расформирован, а его личный состав во главе с полковником Готье влился в 1-й иностранный пехотный полк. 1 сентября 1950 года в Сиди-Бель-Аббес был образован Объединённый сборный пункт Иностранного легиона (фр. Dépôt Commun de la Légion étrangère), перенявший функции ранее существовавшего Объединённого сборного пункта. С 1 июля 1955 роль административного и учебного подразделения играет 1-й иностранный полк Легиона. Он был расквартирован в Сиди-Бель-Аббес до 1962 года, когда Франция признала независимость Алжира.

## Структура
Данные за 1935 год
- Командование (Сиди-Бель-Аббес)
- Учебный батальон (Сиди-Бель-Аббес)
  - 1-я учебная рота (Айн-эль-Хаджар)
  - 2-я учебная рота (Саида)
  - 3-я учебная рота (Саида)
  - 4-я учебная рота (Лё-Крейдер)
  - Рота подготовки командного состава
  - Рота подготовки пулемётчиков
  - Рота подготовки инженеров и радистов
- Батальон временного расквартирования (Сиди-Бель-Аббес)
  - 1-я рота временного расквартирования
  - 2-я рота временного расквартирования
  - 3-я рота временного расквартирования
  - 4-я рота временного расквартирования (Боссюэ)
- Малый сборный пункт Легиона (Оран)
- Медицинский пункт (Арзев)
- Перевалочный пункт (Марсель)
- Дополнительный перевалочный пункт (Туль)

## Командиры
Начальниками объединённого сборного пункта были:
- Октябрь 1933 — август 1935: подполковник Азан (фр. Azan)
- Сентябрь 1935 — январь 1938: командир батальона (майор) Тероб (фр. Théraube)
- Февраль 1938 — апрель 1939: полковник Азан (фр. Azan)
- Апрель 1939 — январь 1940: полковник Флан (фр. Flan)
- Январь — октябрь 1940: полковник Жирар (фр. Girard)
- Октябрь 1940 — август 1941: полковник Бути (фр. Bouty)
- Август — сентябрь 1941: полковник Ламбер (фр. Lambert)
- Октябрь 1941 — апрель 1943: полковник Барр (фр. Barre)
- Апрель — май 1943: подполковник Бриссе (фр. Brisset)
- Май — декабрь 1943: полковник Вья (фр. Vias)
- Декабрь 1943 — первая половина 1945: полковник Ламбер (фр. Lambert)
- Первая половина — июнь 1945: подполковник Пюви де Шаван (фр. Puvis de Chavannes)
- Июль — декабрь 1945: подполковник Фур (фр. Foure)
- Декабрь 1945 — март 1949: полковник Готье (фр. Gaultier)